# 香豌豆
香豌豆（学名：Lathyrus odoratus）为豆科山黧豆属下的一个种。